# Gallmannsegg
Gallmannsegg ist eine Ortschaft und Streusiedlung in der Weststeiermark sowie eine Katastralgemeinde der Gemeinde Kainach bei Voitsberg im Bezirk Voitsberg, Steiermark. Der Ort war von 1850 bis 2014 eine eigenständige Gemeinde. Am 1. Januar 2015 wurde sie im Rahmen der Gemeindestrukturreform in der Steiermark mit den Gemeinden Kainach bei Voitsberg und Kohlschwarz zusammengeschlossen, die neue Gemeinde führt den Namen „Kainach bei Voitsberg“ weiter. Die ehemalige Gemeinde hatte zuletzt 305 Einwohner (Stand 1. Jänner 2014).

## Ortsname und Geografie
Der Namensteil -egg leitet sich vom mittelhochdeutschen ecke oder egge für einen winkeligen Geländeteil, eine Spitze oder Ecke ab. Der Namensteil Gallmanns- verweist auf einen Mann namens Gallmann, welcher in Verbindung mit dem Geländeteil stand. Der Ortsname ist ein Flurname und bedeutet so viel wie Geländewinkel des Gallmanns.
Gallmannsegg liegt im nordöstlichen Teil der Gemeinde Kainach bei Voitsberg, nördlich des Hauptortes Kainach bei Voitsberg, auf beiden Seiten der Kainach, welche im Norden von Gallmannsegg auch ihre Quelle hat, sowie an den südlichen Ausläufern der Gleinalpe. Im Norden grenzt Gallmannsegg an die Katastralgemeinde Glein der Gemeinde Sankt Margarethen bei Knittelfeld sowie der Katastralgemeinde Neuhof der Marktgemeinde Übelbach. Im Osten grenzt die Gemeinde Geistthal-Södingberg mit den Katastralgemeinden Kleinalpe, Geistthal sowie Sonnleiten an Gallmannsegg. Im Süden und Westen befinden sich die Katastralgemeinde Kohlschwarz, Kainach und Oswaldgraben.
Zur Katastralgemeinde und damit auch zur ehemaligen Ortsgemeinde Gallmannsegg gehören die beiden Ortschaften und Streusiedlungen Gallmannsegg (181) sowie Hadergasse (77). Daneben befinden sich mit Forstbauerngraben eine weitere Streusiedlung, mit der Oberen und der Unteren Pussorhütte zwei Almen, mehrere Gasthäuser sowie die Einzellagen Brendlstall, Gallaun, Hirtel, Köchl, Krameter, Lenz, Sadner und Weber auf dem Gebiet der Katastralgemeinde.

## Geschichte
Die ältesten Siedlungsspuren in Gallmannsegg sind eine jungsteinzeitliches Flachbeil, welches am Mandlkogel gefunden wurde sowie eine 1989 im Flussbett der Kainach aufgefundene Rundnackenaxt. Gallmannsegg entstand im späten Frühmittelalter als eine slawisch-deutsche Siedlung aus Einzelhöfen mit Einödfluren in einem Rodungsgebiet. Zur Siedlung gehörten auch ausgedehnte Alm- und Waldgebiete. Noch im 13. Jahrhundert hatten ein Teil der Einwohner der Siedlung Namen slawischen Ursprungs. Die erste urkundliche Erwähnung erfolgte im Jahr 1373 als in der Chanach am Galmansekk. Weitere Erwähnungen erfolgten 1466 als am Galmansegk sowie schließlich um 1790 als gemeinde Gallmannsegg.
Die Einwohner von Gallmannsegg gehörten bis 1848 zu verschiedenen Grundherrschaften, so etwa zum Amt Gurtzen der Herrschaft Greißenegg, dem Amt Haller der Herrschaft Kleinkainach, dem Amt Spitzen der Herrschaft Obervoitsberg sowie dem Amt Kainach der Herrschaften Piber und Reiteregg. Gallmannsegg gehörte bis 1846 zum Werbbezirk der Herrschaft Piber und anschließend zum Werbbezirk der Herrschaft Lankowitz.
Seit 1734 gab es eine Hackenschmiede, die spätere Schopfschmiede, welche bis etwa 1840 in Betrieb war sowie ab etwa 1754 gab es das Sensenwerk der Familie Draßenberger in Gallmannsegg, welches bis um 1878 in Betrieb war in Gallmannsegg. In der Zeit um 1820 spielte die Viehzucht, vor allem die Zucht von Schafen eine wichtige wirtschaftliche Rolle in Gallmannsegg und für die Zeit um 1840 sind zwei an der Kainach gelegene Sägen sowie drei Mautmühlen belegt. Seit etwa 1840 wird in Gallmannsegg weißer Marmor abgebaut, wobei der Steinbruch ab 1878 vom Grazer Steinmetzmeister Franz Grein betrieben wurde. Im Jahr 1850 wurde mit der Konstituierung der freien Gemeinden die eigenständige Gemeinde Gallmannsegg gegründet. In der Zeit um 1865 war ein Wachtmeister sowie mehrere Soldaten des k. k. Militärgestüts Piber in der Pfegerhube, nördlich der Burg Hauenstein stationiert. In der Nacht vom 20. auf den 21. Mai 1910 wurde durch ein schweres Unwetter mit anschließenden Hochwasser die Gemeindewege sowie einige Brücken in Gallmannsegg zerstört oder beschädigt. Die Bezirksvertretung von Voitsberg unterhielt im Jahr 1922 den Kernsteinbruch um Material für die Straßenerhaltung zur Verfügung zu haben. Am 10. September 1932 sowie am 20. April 1939 kam es zu Waldbränden, bei denen mehrere tausend Quadratmeter an Waldfläche zerstört wurden. Durch das österreichische Bundesheer wurde 1936 beim Brendlstall auf dem Roßbachkogel ein Schießplatz errichtet und die dorthin führende Straße ausgebaut. Ab dem Oktober 1944 quartierten sich 18 desertierte und bewaffnete Wehrmachtsoldaten im Brendlstall ein und noch am 5. Mai 1945 versuchte der Kommandant des Gendarmeriepostens in Geistthal eine Säuberung des Gebietes zu erwirken. Im Jahr 1952 wurde Gallmannsegg von Kainach aus elektrifiziert, nachdem im Vorjahr die dafür nötigen Trafostationen errichtet worden waren und die Gebrüder Grein bereits im Jahr 1950 ein eigenes E-Werk im Ort betrieben hatten.
Seit dem 1. Januar 1954 bildete die Gemeinde Gallmannsegg mit den Gemeinden Kainach bei Voitsberg und Kohlschwarz eine Verwaltungsgemeinschaft, welche seit den 1990er-Jahren ein gemeinsames Gemeindeamt in Kainach nutzte. Am 14. Juni 1969 wurde der Fahrweg nach Geistthal eröffnet, der den Weg ins Murtal sowie nach Graz verkürzte. Am 8. November 1999 bekam Gallmannsegg ein eigenes Gemeindewappen mit Wirkung 1. Dezember 1999 verliehen. Am 1. Januar 2015 wurde Gallmannsegg im Rahmen der Gemeindestrukturreform mit den beiden Gemeinden Kainach bei Voitsberg und Kohlschwarz zur neugeschaffenen Gemeinde Kainach bei Voitsberg zusammengeschlossen.

## Kultur und Sehenswürdigkeiten

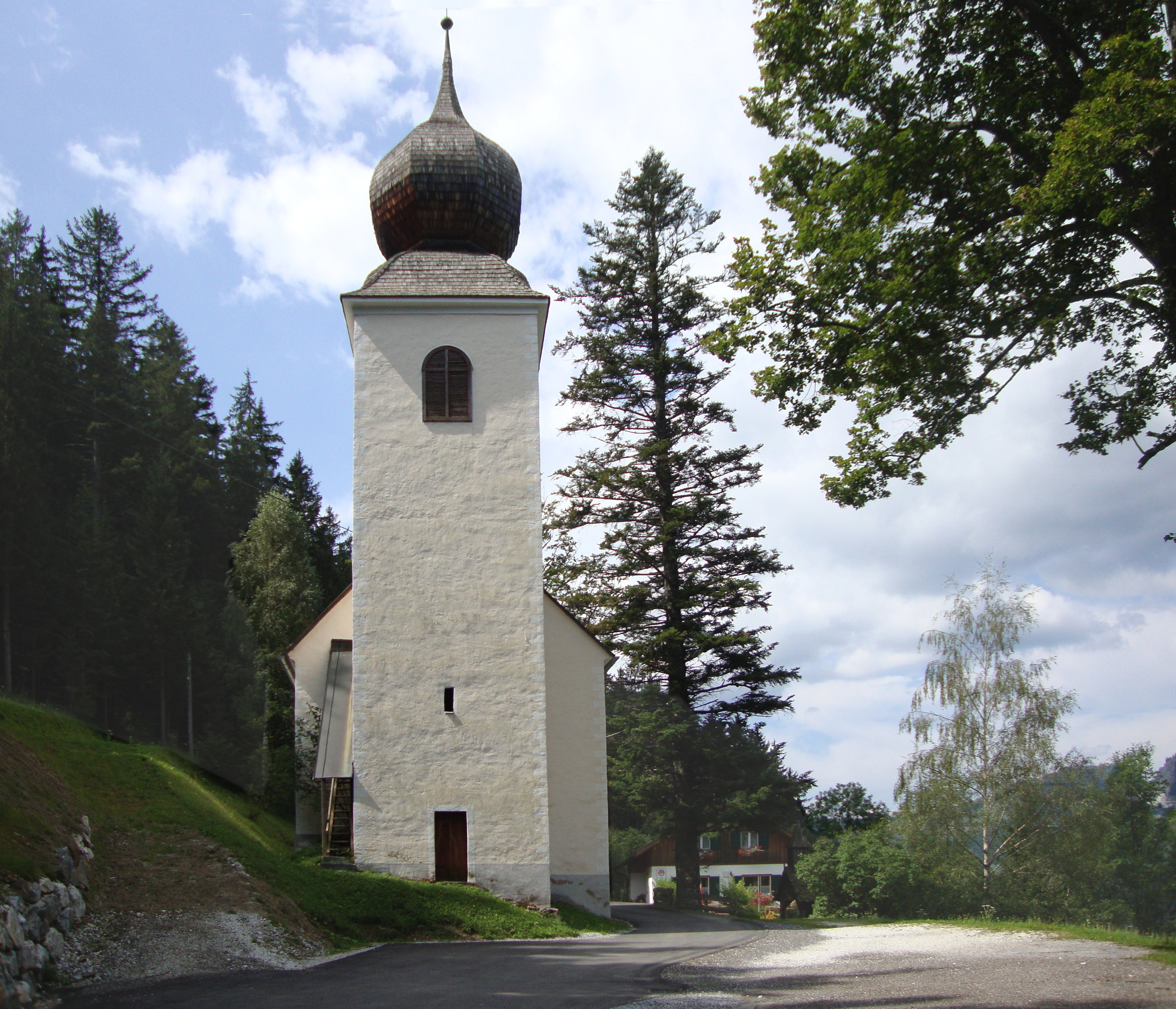
Die denkmalgeschützte Filialkirche St. Radegund am heiligen Wasser

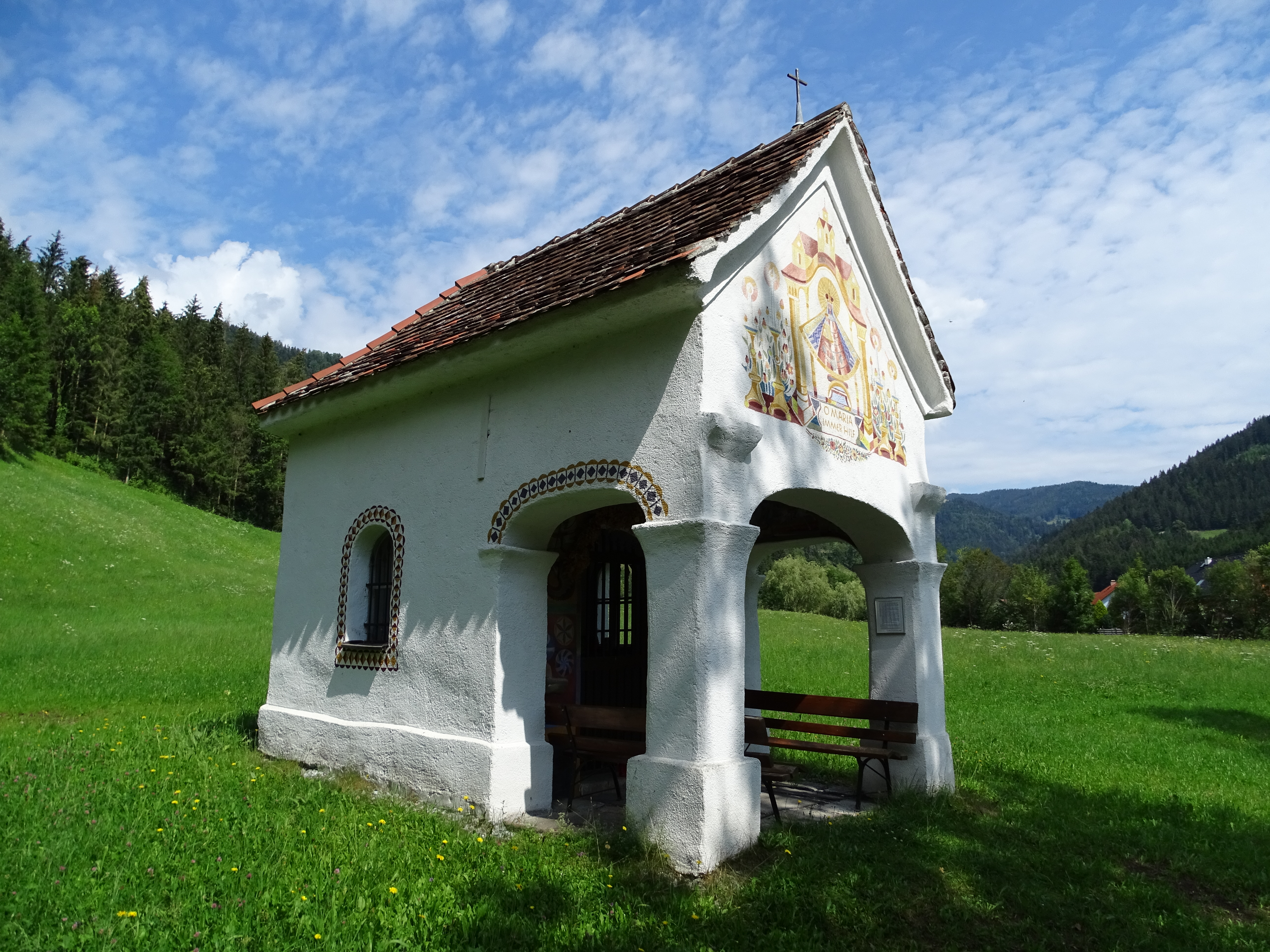
Die Walcherkapelle

In Gallmannsegg gibt es insgesamt drei denkmalgeschützte Bauwerke. Die Filialkirche St. Radegund am heiligen Wasser wurde zwischen 1665 und 1669 errichtet und befindet sich neben einer Quelle der eine heilende Wirkung bei Augenleiden nachgesagt wird. Die Ruine der Burg Hauenstein, einer Turmburg an den Hängen der Gleinalpe, stammt vermutlich aus dem 13. Jahrhundert und wurde zu Beginn des 17. Jahrhunderts verlassen. Das Gurzgruber-Kreuz, ein Pfeilerbildstock wurde um 1900 als Wegweiser für die Wallfahrer von Maria Lankowitz nach Sankt Pankrazen an der Gemeindegrenze zu Geistthal errichtet. In der gewölbten Hauptnische befindet sich eine Porzellanfigur und von der ursprünglich vorhandenen, malerischen Gestaltung des Bildstockes ist nichts erhalten geblieben.
Neben der Filialkirche St. Radegund am heiligen Wasser gibt es noch einige weitere sakrale Bauwerke in Gallmannsegg. Die Hubertuskapelle am Brendlalmweg wurde um 1950 von Franz Ulz unweit des Wirtshauses Kapitel aus Stein erbaut. Sie hat ein mit Schindeln gedecktes Dach und einen überdachten Vorraum. In der Kapelle befindet sich ein Bild des heiligen Hubertus sowie ein aus Kainacher Marmor gefertigtes Kreuz und eine bronzene Christusfigur. Sie dient als Gedenkstätte für die im Ersten und Zweiten Weltkrieg gefallenen Einwohner von Gallmannsegg. Die 1857 errichtete Walcherkapelle wurde 1970 renoviert und von Franz Weiss mit Fresken versehen. Das Sandnermarterl befindet sich neben dem Forstgut Gallmannsegg und wurde um 1900 aufgestellt. Seine Fassade und das Dach wurden aus geschliffenen Marmor gefertigt und der Knickgiebel wird an den Außenseiten von mit Zierkugeln geschmückten Konsolen gestützt. Im Tympanon befindet sich ein Engelskopf mit Flügeln während sich in der Nische ein marmorneres Kreuz und am Nischenfuß ein aus Marmor gehauener Weihwasserkessel befinden. Das 1911 aus Marmor als Tabernakelbildstock errichtete Hubertuskreuz befindet sich etwa 3 Kilometer nördlich des Sandnermarterls und zeigt eine Hochreliefplatte mit einer Darstellung des heiligen Hubertus mit dem weißen Hirsch. Das als Pfeilerbildstock gegen Ende des 19. Jahrhunderts im Forstbauerngraben aufgestellte Lukaskreuz hat ein mit Holz verschaltes Giebelfeld sowie zwei kragbogengewölbte Nischen. Das Forstbauerkreuz oder Wirschlkreuz ist ein Laubenbildstock der sich am Weg vom Forstbauergraben zum Wirtshaus Kapitel befindet. Das Grillkreuz ist ein annähernd quadratischer Pfeilerbildstock mit seitlich auskragenden Giebelfeld. Beim Gasthaus Sauer befindet sich das Wolfikreuz, ein Pfeilerbildstock aus dem Anfang des 19. Jahrhunderts, welcher vermutlich als Bußkreuz errichtet wurde, da an seinem Standort ein Eifersuchtsmord geschehen sein soll. Seine untere Nische beherbergt eine hölzerne Madonna aus dem 19. Jahrhundert sowie drei Darstellungen Mariens aus Porzellan und Bilddrucke der Maria und des Herz Jesu während sich in der oberen Nische ein Kruzifix befindet. Das steinerne und am 15. August 1936 geweihte Brendlkreuz wurde an der Stelle eines ursprünglichen Holzkreuzes aufgestellt und erinnert an den Almwirt Bäck vom Almhaus, welcher an dieser Stelle erfror.

### Naturdenkmäler
Im nordöstlichen Teil der Katastralgemeinde Gallmannsegg befindet sich mit dem Brendlalmweg ein Geschützter Landschaftsteil mit der Nummer GLT 305.

## Wirtschaft und Infrastruktur
Gallmannsegg ist forst- und landwirtschaftlich geprägt. Zu Beginn des 19. Jahrhunderts war vor allem die Schafzucht wirtschaftlich bedeutend und an der Kainach befanden sich zumindest bis 1912 drei Mühlen sowie das Sensenwerk der Familie Draßenberger und eine Hackenschmiede. Etwa 71 Prozent der Fläche von Gallmannsegg sind bewaldet, wobei ein Großteil der Waldgebiete den Österreichischen Bundensforsten gehört. Der Brendlstall und die Brendlalm dienen als Sommerweide der Lipizzaner des Bundesgestütes Piber. Zudem befindet sich seit zumindest 1840 mehrere Steinbrüche in Gallmannsegg, an denen der feinkörnige, weiße Gallmannsegger Marmor abgebaut wird, welcher unter anderem als Füllstoff in Farben und Tabletten Verwendung findet.
Zur Versorgung der Ortschaft mit Wasser wurde im Jahr 2005 die Wassergenossenschaft Gallmannsegg gegründet.

### Bildung
Gallmannsegg verfügt über keine eigene Schule und die Kinder des Ortes besuchen die Schule in Kainach bei Voitsberg.

## Politik

### Gemeinderat
Der Gemeinderat bestand bis Ende 2014 aus neun Mitgliedern und setzte sich seit der Gemeinderatswahl 2010 aus Mandataren der folgenden Parteien zusammen:
- 6 ÖVP
- 2 SPÖ
- 1 FPÖ

### Wappen
Die Verleihung des von Heinrich  Purkarthofer entworfenen Gemeindewappens erfolgte am 8. November 1999 mit Wirkung vom 1. Dezember 1999.

Die Blasonierung (Wappenbeschreibung) lautet wie folgt: „In rotem Schild mit einem durch eine silberne Zinnenleiste an den Flanken und im Schildfuß gesäumten grünen Bord ein mit einem roten flammenden Herzen belegter silberner Brunnstein mit seitlich abfließendem Wasser, überhöht von einer barocken silbernen Krone.“
Die grüne Zinnenleiste verweist auf die in einem Wald gelegenen Ruine der Burg Hauenstein, während die silbernen Krone auf die heilige Radegundis und die ihr geweihte Filialkirche St. Radegund am heiligen Wasser und der Brunnstein mit dem Wasser und dem brennenden Herzen auf den heiligen Augustinus und die ihm geweihte Kapelle an der Heilquelle verweisen.

### Bonität
Laut einer Studie des Gemeindemagazines Public war Gallmannsegg 2013 die kreditwürdigste Gemeinde der Steiermark. Österreichweit stand Gallmannsegg in dieser Liste auf Platz 11.